# 42 Batalion Celny

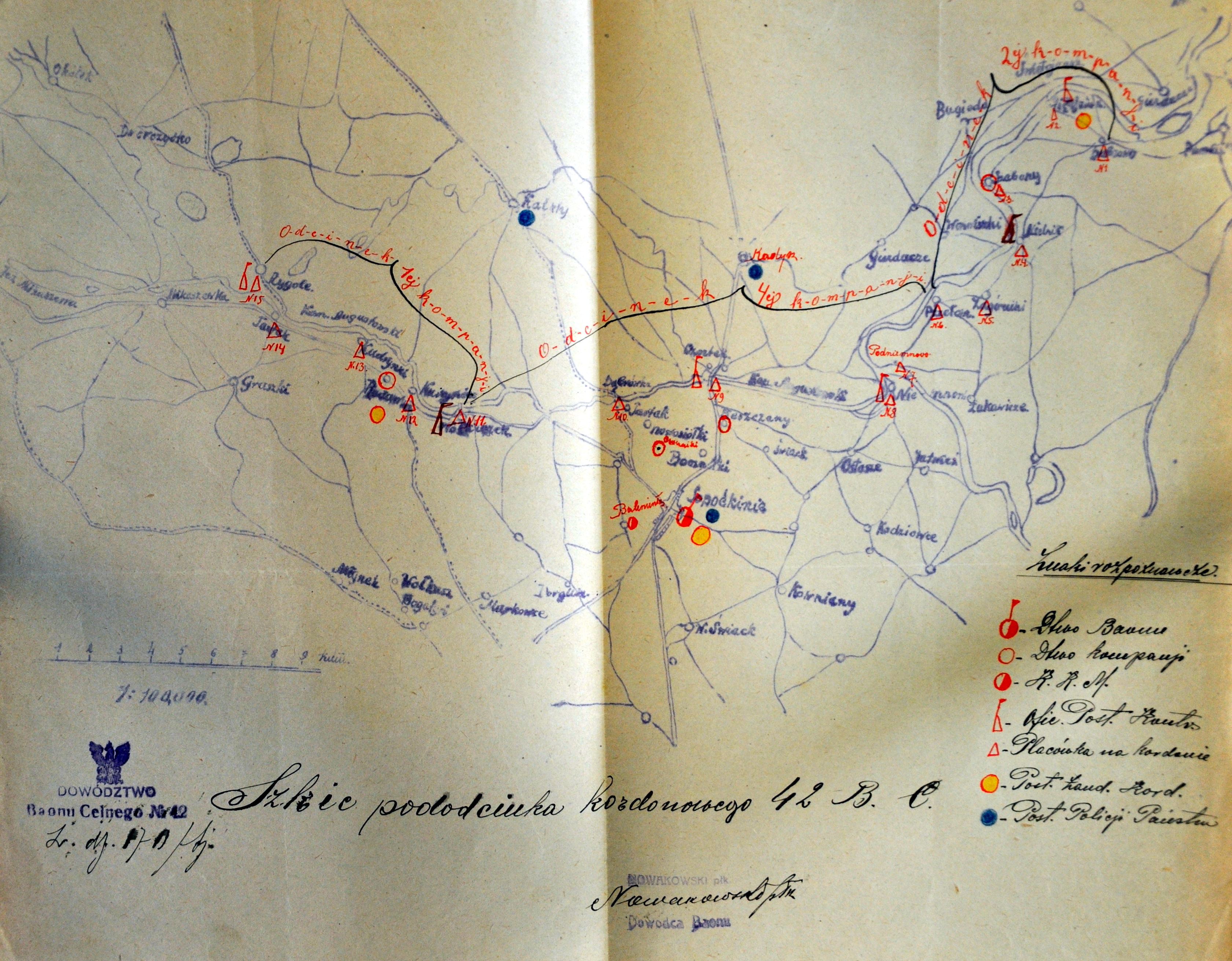
Szkic rozmieszczenia 42 batalionu celnego „Sopoćkinie”

42 Batalion Celny – jednostka organizacyjna formacji granicznych II Rzeczypospolitej.

## Formowanie i zmiany organizacyjne
Na podstawie rozkazu Ministra Spraw Wojskowych L.11069/Mob. z dnia 13 sierpnia 1921 w miejsce batalionów etapowych i wartowniczych utworzone zostały bataliony celne. 42 batalion celny powstał w granicach odpowiedzialności dowództwa 2 Armii, a zorganizowano go na bazie 2 Armii z posiadanych w jej dyspozycji batalionów etapowych. Etat batalionu wynosił 14 oficerów i 600 szeregowych. Podlegał Ministerstwu Spraw Wewnętrznych.
We wrześniu 1921 IV Kielecki batalion etapowy został przemianowany na 42 batalion celny. Batalion wzmocniony został także żołnierzami ze zlikwidowanych I Kieleckiego batalionu etapowego oraz II Poznańskiego batalionu etapowego. Dowództwo jednostki rozlokowano początkowo w Sejnach, a następnie przeniesiono do Sopoćkiń. Batalion objął ochronę pododdnka kordonowego nr 2 od wsi Wólka Derguńska [wył.] do wsi Leszkiemie [wył.]. Dowództwo 1 kompanii rozlokowano w Rudawce, 4. w Nowinkach, 3. w Radziwiłkach, 2. w Szabanach. Kompanie wystawiły 14 placówek. Ponadto służbę pełniły posterunki żandarmerii w Świętojańsku, Sopoćkiniach i Rudawce oraz posterunki policji w Kadyszu, Kaletach i Sopoćkiniach.
Mimo że batalion był w całym tego słowa znaczeniu oddziałem wojskowym, nie wchodził on w skład pokojowego etatu armii. Uniemożliwiało to uzupełnianie z normalnego poboru rekruta. Ministerstwo Spraw Wojskowych zarówno przy ich formowaniu, jak i uzupełnianiu przydzielało mu często żołnierzy podlegających zwolnieniu, oficerów rezerwy oraz szeregowców i oficerów zakwalifikowanych przez dowództwa okręgów generalnych jako nie nadających się do dalszej służby wojskowej.
Wykonując postanowienia uchwały Rady Ministrów z 23 maja 1922, Minister Spraw Wewnętrznych rozkazem z 9 listopada 1922 zmienił nazwę „Baony Celne” na „Straż Graniczna”. Wprowadził jednocześnie w formacji nową organizację wewnętrzną. 42 batalion celny przemianowany został na 42 batalion Straży Granicznej.

## Służba celna
Odcinek batalionowy podzielony był na cztery pododcinki, które obsadzały kompanie wystawiające posterunki i patrole. Posterunki wystawiano wzdłuż linii granicznej w taki sposób, by mogły się nawzajem widzieć w dzień. W tym zakresie batalion współpracował z posterunkami i patrolami Policji Państwowej. Współpraca polegała na tym, że te pierwsze wystawiały wzdłuż linii granicznej stale posterunki i patrole, natomiast policja tworzyła je w głębi strefy, poza linią graniczną. W zakresie ochrony granicy batalion podlegał staroście.
42 batalion celny  wystawiał do ochrony linii kordonowej trzy kompanie. W ocenie przełożonych, był najsłabszą jednostką na tym odcinku, a jego dowódca uznawany był za „pozbawionego silnej woli, energii i wszelkiej inicjatywy”. Pod koniec sierpnia 1922, ze względu na katastrofalny stan liczebności żołnierzy, dowództwo 2 Armii zmuszone zostało do przejściowego obsadzenia pododcinka kordonowego od wsi Rudnia do Oran przez kombinowaną kompanię z Grupy Operacyjnej „Marcinkańce”.
Nowe rozmieszczenie kompanii na linii kordonowej wymusiło przeniesienie z Sejn do Sopoćkiń.
Sąsiednie bataliony
- 41 batalion celny ⇔ 43 batalion celny – XII 1921[10]

## Kadra batalionu
Dowódcy batalionu
| stopień   | imię i nazwisko      | okres pełnienia służby | kolejne stanowisko |
| --------- | -------------------- | ---------------------- | ------------------ |
| major     | Józef Sorokowski     |                        |                    |
| pułkownik | Władysław Nowakowski | IX – X 1922            |                    |

## Struktura organizacyjna
| OdeB 42 batalionu celnego w Sopoćkiniach na dzień 1 września 1922 | OdeB 42 batalionu celnego w Sopoćkiniach na dzień 1 września 1922 | OdeB 42 batalionu celnego w Sopoćkiniach na dzień 1 września 1922 | OdeB 42 batalionu celnego w Sopoćkiniach na dzień 1 września 1922 | OdeB 42 batalionu celnego w Sopoćkiniach na dzień 1 września 1922 |
| kompania                                                          | 1. Rudawka                                                        | 2. Szabany                                                        | 3. Osoczniki                                                      | 4. Pieszczany                                                     |
| ----------------------------------------------------------------- | ----------------------------------------------------------------- | ----------------------------------------------------------------- | ----------------------------------------------------------------- | ----------------------------------------------------------------- |
| dowódcy                                                           | ppor. Władysław Gajewski                                          | por. Stanisław Bartnik                                            | ppor. Henryk Chaciej                                              | ppor. Jan Rapcewicz                                               |
| placówki                                                          | Rygol                                                             | Dąbrowo                                                           |                                                                   | Przełom                                                           |
| placówki                                                          | Tartak                                                            | Świętojańsk                                                       |                                                                   | Podniemnowo                                                       |
| placówki                                                          | Kudrynki                                                          | Szabany                                                           |                                                                   | Niemnowo                                                          |
| placówki                                                          | Kurzyniec                                                         | Mielniki                                                          |                                                                   | Czortek                                                           |
| placówki                                                          | Wołkuszek                                                         | Zagórniki                                                         |                                                                   | Dąbrówka                                                          |